# Cheryl Gillan
Cheryl Elise Kendall Gillan (ur. 21 kwietnia 1952 w Cardiff, zm. 4 kwietnia 2021 w Epsom) – brytyjska polityk związana z Partią Konserwatywną, w latach 2010–2012 minister ds. Walii w pierwszym gabinecie Davida Camerona

## Życiorys

### Wczesne lata życia
Urodziła w Cardiff w dzielnicy Llandaff. Jej ojciec był oficerem British Army i dyrektorem kompanii stalowej, matka służyła w Women’s Royal Naval Service. Dorastała w Usk w południowej Walii. Wykształcenie odebrała w szkołach podstawowych Elm Tree House i Norfolk House w Cardiff. Kiedy miała 11 lat jej rodzina opuściła Walię. Gillan uczęszczała następnie do Cheltenham Ladies’ College.
W 1977 r. rozpoczęła pracę w International Managemtn Group. W 1984 r. została dyrektorem British Film Year. W 1986 r. została doradcą Ernest & Young. W latach 1991–1993 pracowała dla Kidsons Impey. W 1985 r. poślubiła Johna Coatesa Leeminga.

### Początki kariery politycznej
W latach 1987–1988 była przewodniczącą prawicowej Bow Group. W 1989 r. bez powodzenia startowała w wyborach do Parlamentu Europejskiego w okręgu Greater Manchester Central. W 1992 r. została wybrana do Izby Gmin z okręgu Chesham and Amersham. Swoją pierwszą mowę na forum parlamentu wygłosiła 25 czerwca 1992 r.
Podczas swojej pierwszej kadencji w parlamencie Gillan zasiadała w komisjach nauki i technologii (1992–1995) i procedury (1994–1995). W 1994 r. została parlamentarnym prywatnym sekretarzem przewodniczącego Izby Lordów i Lorda Tajnej Pieczęci lorda Cranborne’a. W 1994 r. została sekretarzem międzypartyjnej grupy parlamentarnej ds. kosmosu, a w 1995 r. została członkiem parlamentarnego urzędu ds. nauki i technologii.

### Działalność w opozycji
W lipcu 1995 r. Gillan została parlamentarnym podsekretarzem stanu w Ministerstwie Edukacji i Zatrudnienia. Po wyborach 1997 r. Partia Konserwatywna przeszła do opozycji, a Gillan została referentką partii ds. przemysłu i handlu. Od 1998 r. była „cieniem” ministra stanu w Ministerstwie Spraw Zagranicznych. W latach 2001–2003 pracowała w urzędzie partyjnego whipa. W 2003 r. została „cieniem” ministra stanu ds. konstytucyjnych.
Dodatkowo Gillan reprezentowała Wyspy Brytyjskie i obszar Morza Śródziemnego w Komitecie Wykonawczym Parlamentarnego Stowarzyszenia Wspólnoty Narodów w latach 2000–2003. W latach 2003–2006 była skarbnikiem Stowarzyszenia.

### Minister ds. Walii
W 2005 r. została członkiem gabinetu cieni jako minister ds. Walii. Po zwycięstwie konserwatystów w wyborach 2010 r. i koalicji z Liberalnymi Demokratami została ministrem ds. Walii w rządzie Camerona, jako pierwsza kobieta na tym stanowisku. 4 września 2012 została odwołana z tego stanowiska, co było częścią szerszej rekonstrukcji rządu.

### Późniejsza kariera parlamentarna
Po odejściu z rządu Gillan powróciła do grona backbenchers Partii Konserwatywnej. W wyborach w 2015 uzyskała reelekcję na kolejną kadencję, otrzymując w swoim okręgu wyborczym 59,1% głosów.